# Kauko Nieminen

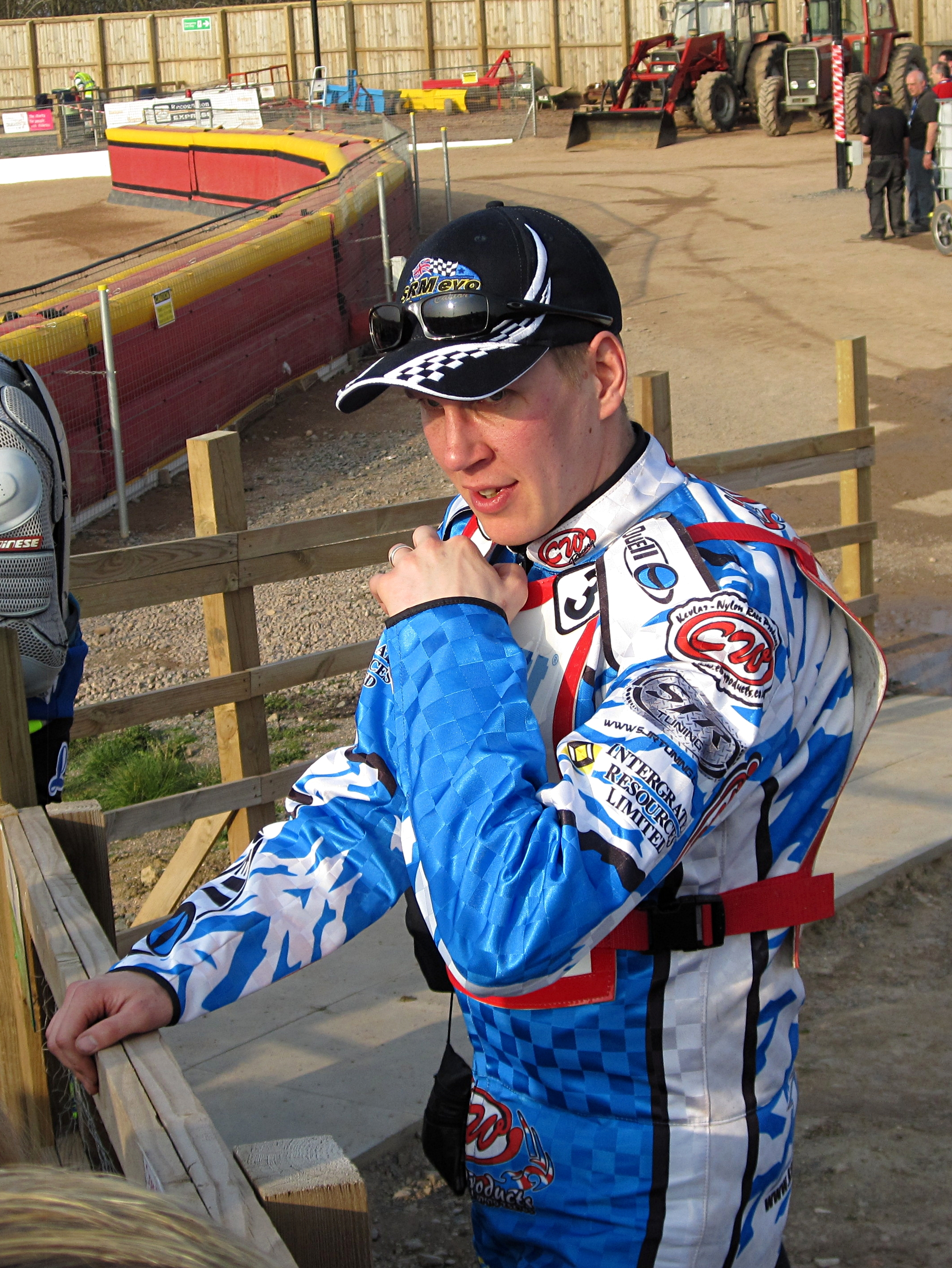

Kauko Nieminen, född 1979 i Seinäjoki, Finland, är en finländsk speedwayförare som blivit finsk mästare för tredje gången i rad (2009, 2010 och 2011) och blivit finsk juniormästare tre gånger (1998, 1999 och 2000). I Sverige kör han sedan 2010 för Hallstaviksklubben Rospiggarna och för Lakeside Hammers i England. Inför 2012 har han ett snitt på 2,219

## Meriter
- Finländsk juniormästare 1998, 1999, 2000.
- Finländsk mästare 2009, 2010, 2011.

http://farm2.static.flickr.com/1306/4604604825_9aa0ef1ba8.jpg